# Trysimia rugicollis
Trysimia rugicollis är en skalbaggsart som beskrevs av Francis Polkinghorne Pascoe 1866. Trysimia rugicollis ingår i släktet Trysimia och familjen långhorningar.
Artens utbredningsområde är Sulawesi. Inga underarter finns listade i Catalogue of Life.